# 格林維爾莊園 (特拉華州)
格林維爾莊園（英語：Greenville Manor）是位於美國特拉華州紐卡斯爾縣的一個非建制地區。該地的面積和人口皆未知。

## 地理
格林維爾莊園的座標為39°46′53″N 75°35′44″W / 39.78139°N 75.59556°W，而該地的平均海拔高度為82米（即269英尺）。